# 近未來政治研究會
近未来政治研究会，現被稱為森山派，原稱山崎派、石原派，是日本自民党内主要派系之一，常被日本政治科學家定性為「保守傍流」派系。由山崎拓創立，現任會長是森山裕。
近未來被普遍認為是自民黨內積極傾向修憲的派系，成立初時的成員曾經出版有關修憲的政策集。

## 沿革
1998年由脱离旧渡边派的自民党议员组成，与森派、加藤派组成YKK政治集团，在小泉纯一郎任首相时掌握重权，先后由山崎拓、武部勤出任自民党干事长。
2021年眾議院選舉，時任會長石原伸晃在自己選區落敗，亦未能在比例區復活當選，正式落選。會長一職由森山裕接任。
2024年1月25日，森山派宣佈解散。

## 國會勢力
在其解散前是自民党内規模最小的派系，以2022年1月時計算，只有7名議員（眾議院6人，參議院1人）。